# دائرة فرندة
دائرة فرندة إحدى دوائر ولاية تيارت الجزائرية . عاصمتها هي فرندة وتضم بلديات : 
- فرندة
- عين الحديد
- تاخمرت